# Dieter Call

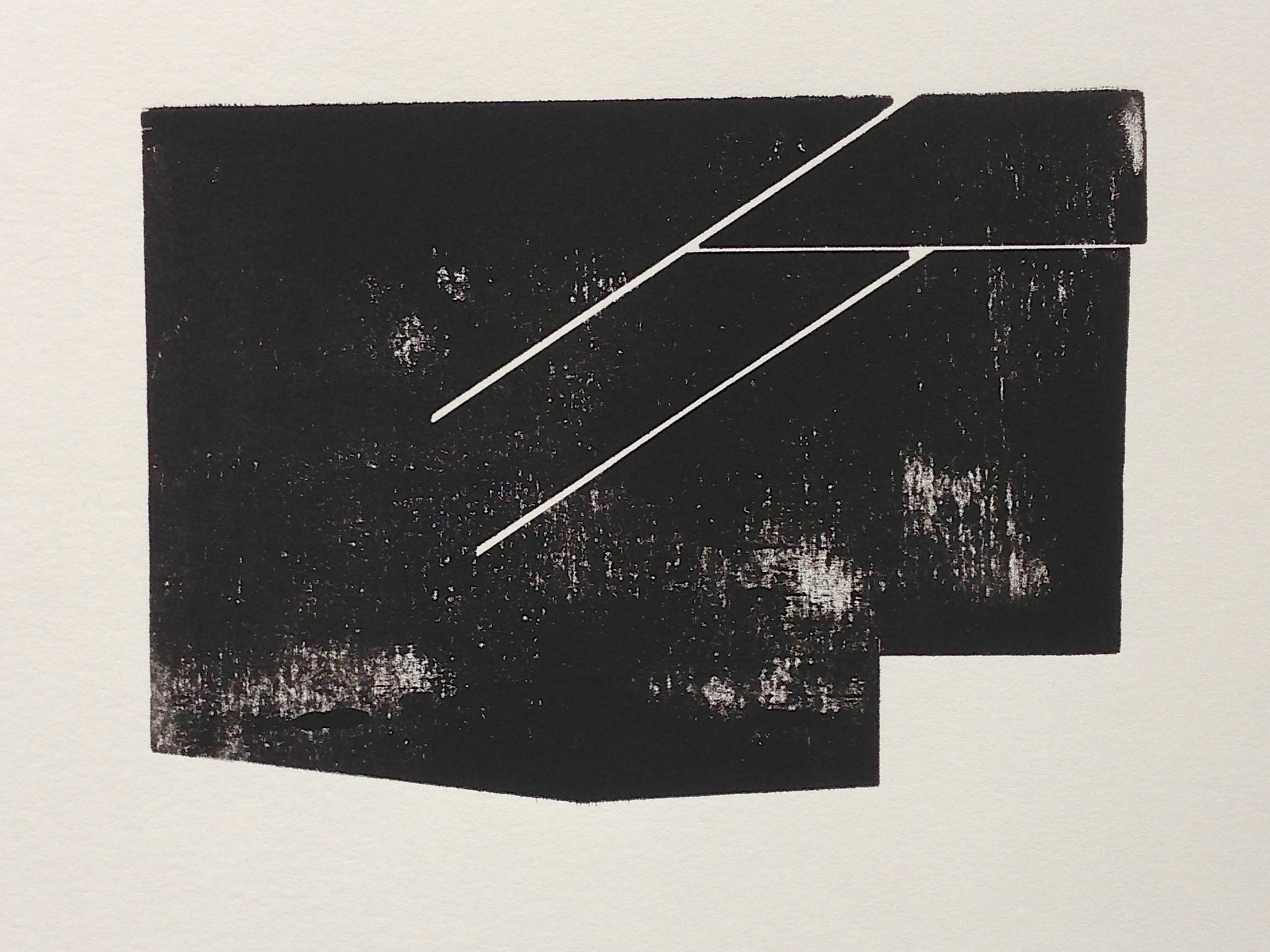
Selbstbildnis, Holzschnitt-Druck, Papier, 20 × 40 cm

Dieter Call (* 3. April 1961 in Aachen) ist ein deutscher Bildender Künstler und Musiker, seit 2009 Dozent für Zeichnung und Plastik an der Hochschule der Bildenden Künste Saar in Saarbrücken. Charakteristisch für seine künstlerischen Arbeiten ist das Thema der STABILISIERUNG. Die ZEICHNUNG bildet dabei einen zentralen Arbeitsschwerpunkt, der vor allem durch Papierschnitte und temporäre Installationen zum Tragen kommt.

## Leben und Wirken
Seit seiner Schulzeit widmete Dieter Call sich neben künstlerischen Aktivitäten auch der Musik und nahm schon im Alter von 10 Jahren Schlagzeug- und Gitarrenunterricht, später auch Harmonielehre und Vibraphon, u. a. bei Christoph Eidens. Vor seiner akademischen Laufbahn absolvierte Call eine dreijährige Berufsausbildung zum Schauwerbegestalter in Aachen.
Call studierte von 1987 bis 1990 Malerei und Zeichnung u. a. bei Dieter Krieg an der Staatlichen Kunstakademie Düsseldorf. Parallel zu seinem Studium in Düsseldorf und in der Zeit danach betätigte er sich intensiv als Musiker. Es folgten zahlreiche Live- und Studioprojekte im Jazz-, Rock- und Unterhaltungsbereich. 1995 war er Mitbegründer und später Vorstandsmitglied des Bundesverband Bildender Künstlerinnen und Künstler - BBK Aachen / Euregio.
Ab 2002 studierte er dann Malerei und Bildhauerei bei Wolfgang Nestler, Bodo Baumgarten und Georg Winter an der Hochschule der Bildenden Künste (HBKsaar) in Saarbrücken. Dort erlangte er im Jahr 2007 sein Diplom mit Auszeichnung im Fachbereich Bildhauerei / Plastik. Weitere Studienschwerpunkte in dieser Zeit waren Zeichnung, Druckgrafik und Installation. Als Meisterschüler von Nestler erfolgte bis 2009 ein postgraduales Studium im Bereich Bildhauerei / Public Art. Parallel dazu absolvierte er bei Christina Kubisch Studiengänge in Musik und Audiovisuelle Kunst sowie bei Matthias Winzen und Dietfried Gerhardus in Kunstgeschichte und Philosophische Ästhetik. Seit 2009 ist Dieter Call Lehrbeauftragter für Zeichnung und Plastik an der Hochschule der Bildenden Künste (HBKsaar) in Saarbrücken.
Bereits ein Jahr zuvor gründete Call zusammen mit Anja Voigt unter dem Namen Mobile Forschungsstation – Dieter Call & Anja Voigt ein Künstlerduo. Bis heute entstanden dadurch eine große Anzahl von Gemeinschaftsprojekten, die als Aktionskunst im Rahmen von Promenadologie und Aktionsforschung zu verstehen sind. Beide Künstler sind Mitbegründer des von Georg Winter initiierten S_A_R Projektbüros und der AG Ast Arbeitsgemeinschaft Anastrophale Stadt.
Im Jahr 2012 wurde Call als Mitglied im Deutschen Künstlerbund aufgenommen.
Neben Papierschnitten und Zeichnungen gehören vor allem Stabilisierungs- und Vermessungsprojekte in öffentlichen Räumen zu seinen Arbeitsschwerpunkten.
Dieter Call lebt und arbeitet in Konzen, Aachen und Saarbrücken.

Werkauswahl
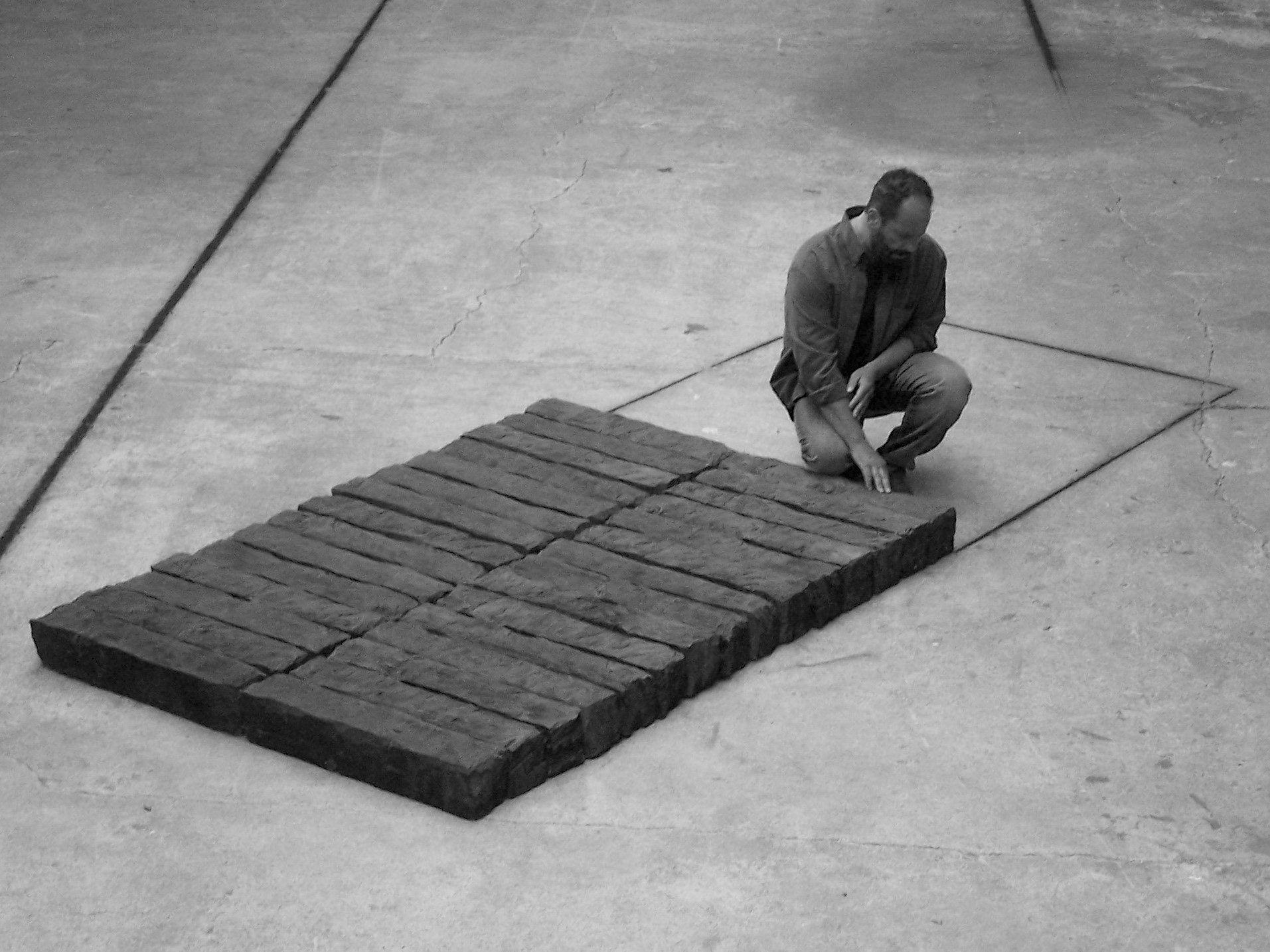
Rauminstallation Weltkulturerbe Völklinger Hütte, 2007
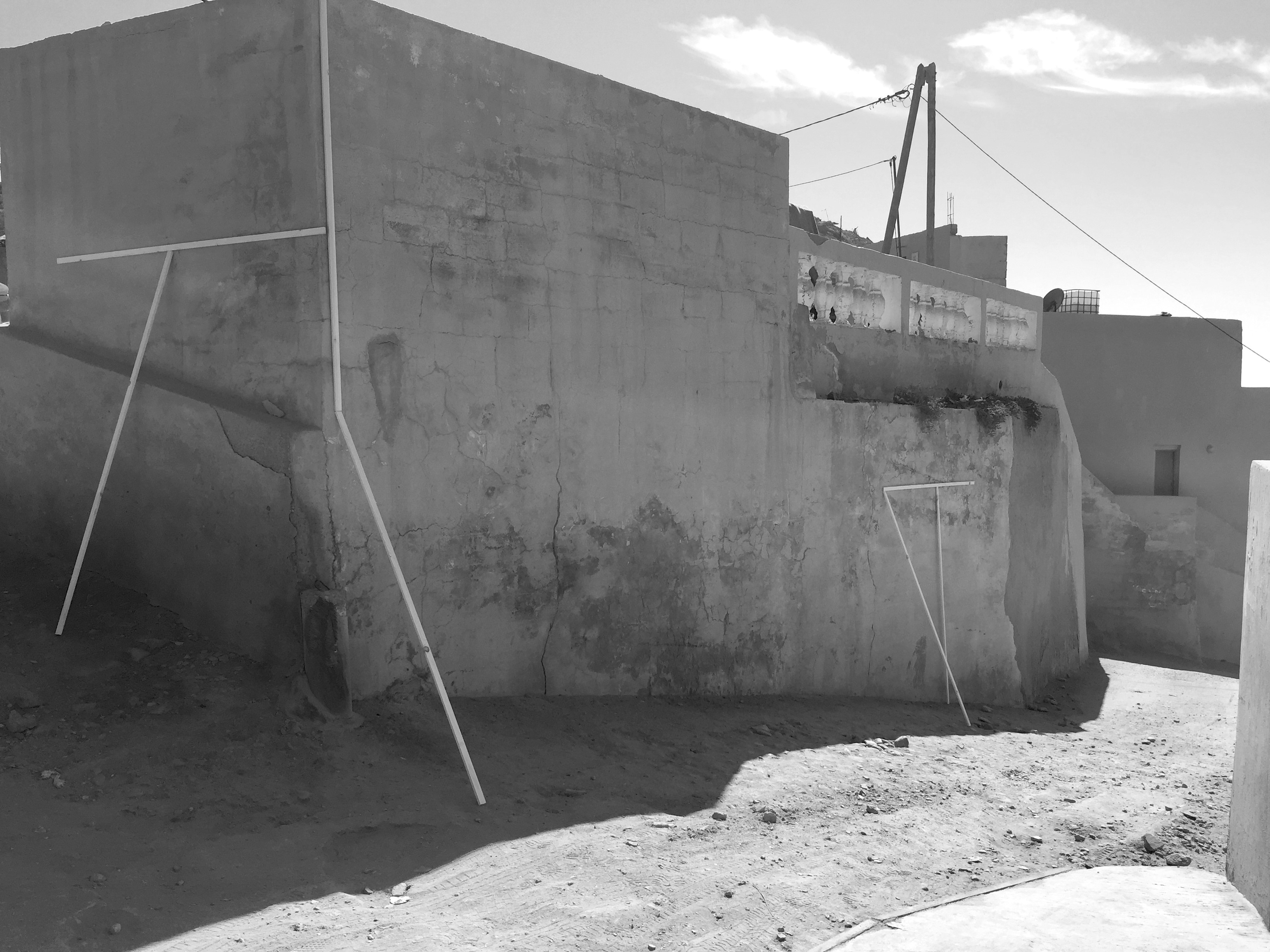
Stabilisierung, Ictekrar Sidi Ifni, Marokko, 2015
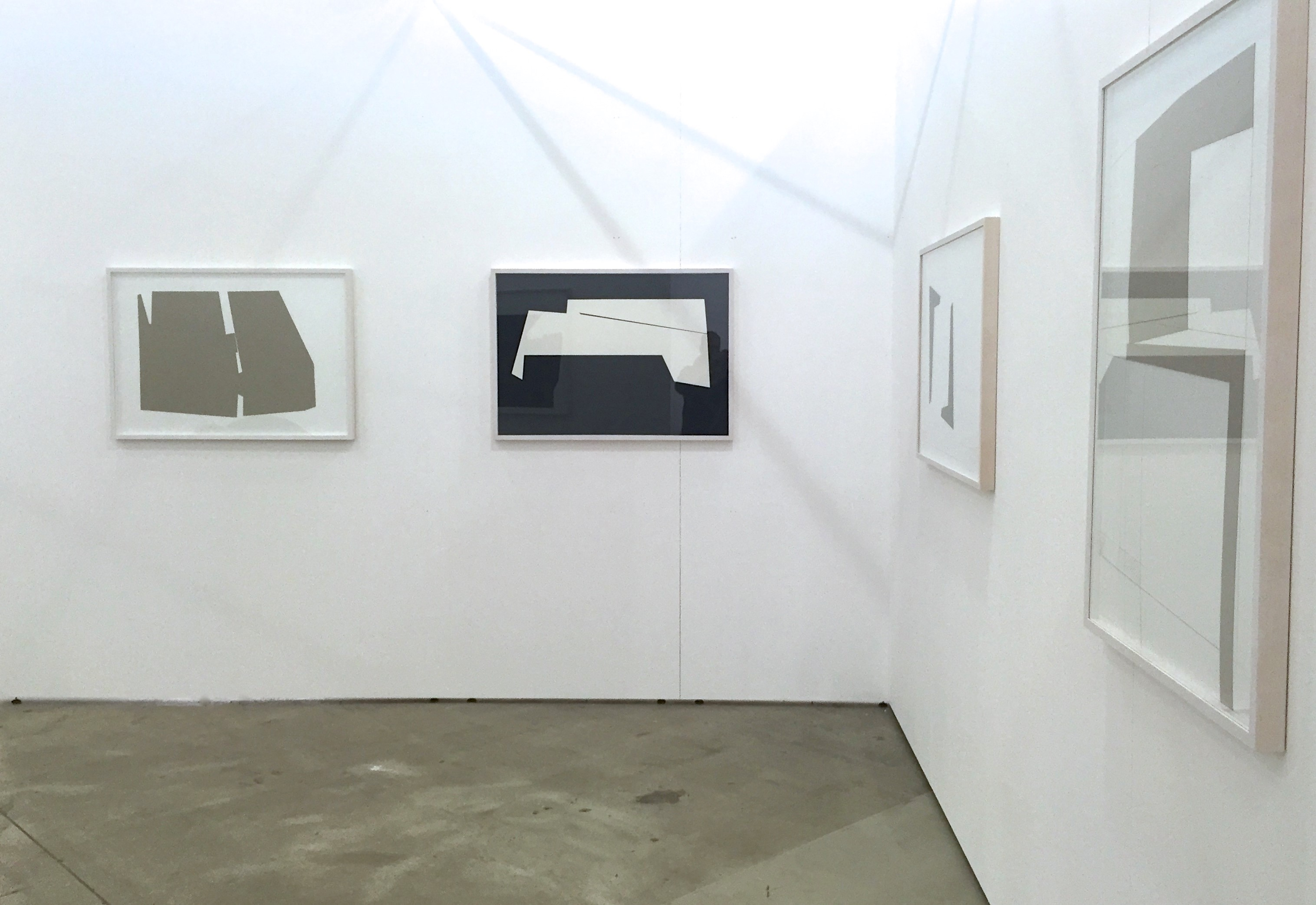
Kartonschnitte jew. 70 × 100 cm; SaarART – 11, 2017

## Projektarbeiten, Projektbeteiligungen
- seit 1996: Das CORINTH Projekt – Stabilisierungen, Urfeld am Walchensee, Zeichnungen und Interventionen an den Wirkungsstätten von Lovis Corinth
- 2007: Beteiligung an der Gründung des S_A_R Projektbüro, welches von Georg Winter mit Studierenden und Künstlern ins Leben gerufen wurde, um als Schaltzentrale für künstlerisch-promenadologische Aktivitäten zu fungieren.
- 2008: Projekt Brunnenwasser, Saarbrücken, Gründung der Mobilen Forschungsstation zusammen mit Anja Voigt, seitdem regelmäßige Projekte und Aktionen in öffentlichen Räumen
- 2008: Schienenschlitten – Intervention stillgelegte Brücke von Savoyeux/Frankreich, Projekt und Videoarbeit, Dieter Call & Anja Voigt, Mobile Forschungsstation
- 2009: Beteiligung an der Ausstellung urgent urban ambulance, Deutscher Künstlerbund Berlin
- 2010: Projekt Schillingspark Düren – Dieter Call & Anja Voigt, Mobile Forschungsstation
- 2010: Intervention, Pont de Savoyeux, Stillgelegte Eisenbahntrasse Brücke von Savoyeux, Frankreich, Dieter Call & Anja Voigt, Mobile Forschungsstation
- 2011: Fishfinder, Verbindungskanal Rhein-Neckar Mannheim, Dieter Call & Anja Voigt, Mobile Forschungsstation, im Rahmen des Kulturfestivals Wunder der Prärie
- 2011: Mitbegründung der AG AST (Arbeitsgemeinschaft Anstrophale Stadt). Diese wurde von Georg Winter ins Leben gerufen und bildet sich aus Mitgliedern des S_A_R Projektbüros Völklingen (Performance, Stadtforschung), dem Urban Research Institut, der Forschungsgruppe_f und der Arbeitsgemeinschaft Retrograde Strategien (ARS). Die Beteiligten arbeiten in den Bereichen Aktionskunst, Performance, Stadtforschung, Architektur.
- 2013–2019: Projekt Max-von-Schillings-Platz, Auf- und Rückbau eines Platzes in 5 Phasen, Dieter Call & Anja Voigt, Mobile Forschungsstation
- 2017–2019: Das Gravenhorster MALBUCH als partizipatorisches Werkzeug, Dieter Call und Anja Voigt, Mobile Forschungsstation, Projektstipendium DA Kunsthaus Kloster Gravenhorst/NRW
- seit 2019: heimatausflug – Reiseskizzen durch das Monschauer- und Aachener Land, Veranstalter: Stadt Monschau Städt. Galerie Aukloster, Monschau 2021
- seit 2020: Projekt Innerdeutsche Grenze – Essenz einer Landschaft, Dieter Call & Anja Voigt, Mobile Forschungsstation

## Ausstellungen (Auswahl)
- 1997: Ludwig Forum für Internationale Kunst, Aachen – Objekt / Installation
- 1999: Burg Stolberg, Städtische Galerie Stolberg – Bilder u. Objekte (Kat)
- 2002: INDUSTRION Museum Kerkrade / NL – Industriekultur (Kat)
- 2004: Galerie Roland Aphold, Basel/CH
- 2004: Art Karlsruhe
- 2004: YOUNG-UN Museum of Contemporary Art, KwangJu / Südkorea – Korean and German Artists, Weltkulturerbe im Austausch
- 2007: Einmischung bildnerisch / rhythmisch, Rauminstallation im Weltkulturerbe Völklinger Hütte
- 2009: Wo ist hier, Kunst- und Kulturzentrum (KuK) Kreis Aachen, Monschau[4]
- 2009: Projektraum – urgent urban ambulance / Zustandsraum Stadt, Projekte im öffentlichen Raum, Deutscher Künstlerbund Berlin
- 2011: GrenzkunstrouteO11 – Übergriffe, Internationale Außenkunstausstellung in der belgisch-deutschen Grenzlandschaft, KuKuK an der Grenze, Aachen/NRW
- 2011: URBAN Matters, Saarbrücken/Völklingen Projekt zusammen mit der TU Wien
- 2012: OSTRALE – Internationale Ausstellung für zeitgenössische Künste 012 – homegrown, Dresden – Internationale Ausstellung zeitgenössischer Kunst
- 2013: Landeskunstausstellung Saar, SaarART 10, Saarlandmuseum, Saarbrücken[5]
- 2015: Saarländischer Rundfunk – SEQUENZ Dieter Call - ZwischenZeichen, Saarbrücken
- 2016: KOREA•CHINA•JAPAN•GERMANY – International Art Exchange Exhibition in JEJU / Südkorea
- 2017: Landeskunstausstellung Saar, SaarART 11, Saarländisches Künstlerhaus, Saarbrücken[6]
- 2018: Jahresausstellung 2018 Künstler-Forum Schloss Zweibrüggen - Übach-Palenberg/NRW
- 2019: Flüchtige Entwürfe, Deutscher Künstlerbund, Berlin
- 2019: innerhalb und außerhalb, Museum St. Wendel - Mia Münsterhaus, St. Wendel/Saarland
- 2021: Grenzkunstroute021 – fragil, Internationale Außenkunstausstellung in der belgisch-deutschen Grenzlandschaft, KuKuK Köpfchen, Aachen
- 2022: FUTURE LAB 2 – Spekulative Nomaden, UNESCO-Weltkulturerbe Völklinger Hütte / Erzhalle, Kurator: Georg Winter
- 2023: Große Kunstausstellung NRW Düsseldorf, Museum Kunstpalast, Düsseldorf[7]
- 2024: EnergieRaum Zeichnung - Dieter Call & Studierende, Zeichnerische Arbeiten aus den vergangenen fünf Jahren Lehrauftrag an der Hochschule der Bildenden Künste, HBKsaar, Saarbrücken in der Dependance Weltkulturerbe Alte Völklinger Hütte[8]
- 2024: AB HEUTE FÜR IMMER, Dieter Call und Dorthe Goeden, Galerie vorn und oben, Eupen,[9]

## Auszeichnungen, Stipendien
- 2009: Montjoie-Stipendium der Städteregion Aachen „Wo ist Hier“[10]
- 2010: Artist EXCHANGE artmix 5, Luxembourg - Saarbrücken, Austauschstipendium
- 2017: Projektstipendium KunstKommunikation DA Kunsthaus Kloster Gravenhorst[11]

## Publikationen (Auswahl)
- Stabilisierungen, Herausgeber: Museum St. Wendel / Stiftung Dr. Walter Bruch, Kuratorin: Dr. Cornelieke Lagerwaard, Broschüre zur Ausstellung innerhalb und außerhalb, 2019, ISBN 978-3-943924-20-6
- Mobile Forschungsstation, zusammen mit Anja Voigt, Herausgeber: Museum St. Wendel / Stiftung Dr. Walter Bruch, Kuratorin: Dr. Cornelieke Lagerwaard, Broschüre zur Ausstellung innerhalb und außerhalb, 2019, ISBN 978-3-943924-19-0
- Das Gravenhorster MALBUCH, zusammen mit Anja Voigt, Herausgeber: DA, Kunsthaus Kloster Gravenhorst Hörstel, ISBN 978-3-946805-00-7
- travels and fieldings Kartonschnitte-Zeichnungen-Plastische Arbeiten, Text: Wolfgang Becker, Herausgeber: Benjamin Fleig, Galerie vorn und oben, Katalog zur Ausstellung
- 2015VvsV, Querulanten / Hylobaten, Higher Education Völklingen 2007–2015, Städtische Galerie Villingen-Schwenningen, Katalog zur gleichnamigen Ausstellung, Hrsg.: S_A_R Projektbüro, ISBN 978-3-939423-56-0
- SEQUENZ Dieter Call – ZwischenZeichen, Broschüre zur gleichnamigen Ausstellung im Foyer des Großen Sendesaals im Funkhaus Halberg, Saarbrücken, Herausgeber: Saarländischer Rundfunk, 2015
- TISCHGALERIE, Katalog zum Projekt von Wolfgang Nestler in Kooperation mit dem Institut für Kunstgeschichte der RWTH Aachen, Herausgeber: Wolfgang Nestler, ISBN 3-00-018680-8, 2006
- TERZ, Katalog zur gleichnamigen Ausstellung, Ausstellende Absolventinnen und Absolventen der HBKsaar:Julian Bergheim, Dieter Call, Azra Duric Herausgeber: Saarländisches Künstlerhaus Saarbrücken, ISBN 978-3-940517-13-5, 2008
- Nina Jäger und Eva Weinert: Form zeigt sich II. – Diplomarbeiten der Klasse Prof. Wolfgang Nestler 2004–2007, Hochschule der Bildenden Künste Saar, Atelier Handwerkergasse im UNESCO-Weltkulturerbe Alte Völklinger Hütte, Wolfgang Nestler (Hrsg.), Verlag St. Johann GmbH, Saarbrücken 2008, ISBN 3-938070-24-2
- JAHRESAUSSTELLUNG 2018, Katalog zur Ausstellung des Künstler-Forum Schloss Zweibrüggen, Schloss Zweibrüggen, Übach-Palenberg/NRW
- +L Neue Sichten auf die Natur, Buchprojekt, initiiert von Odine Lang, deutsch/englisch, 116 Seiten, 45 künstlerische Dialoge zum Thema Kunst und Natur, Herausgeber: Odine Lang, 2021